# Rogožarski SIM-XIV-H
Rogožarski SIM-XIV-H byl jugoslávský pobřežní hlídkový letoun vyvinutý společností Rogožarski ve druhé polovině 30. let 20. století. Postaveny byly dva prototypy a 19 sériových letounů. Posádky letoun přezdívaly „veliký SIM“. Jugoslávie letouny nasadila k obraně proti invazi států Osy. Ukořistěné letouny následně do roku 1943 provozovala Itálie.

## Vývoj a popis
Vývoj druhé generace jugoslávských pobřežních hlídkových letounů byl zahájen v polovině 30. let 20. století kvůli rychlému zastarávání do té doby používaných strojů. Roku 1935 byla vytvořena komise, která měla posoudit, jaká koncepce bude pro nový letoun zvolena. Námořnictvo požadovalo jednomotorový stroj inspirovaný britským hydroplánem Supermarine Seagull (rychlost 200 km/h, dva kulomety a čtyři pumy). Komise naopak požadovala mnohem výkonnější dvoumotorový plovákový jednoplošník. Návrhu komise bylo vyhověno, přičemž vývojem letounu byla pověřena společnost Rogožarski (interní označení letounu bylo OI-151, tedy Oblaski Izvidač 151.).
Práce na novém letounu začaly v roce 1936. V lednu 1938 byl v Bělehradu dokončen první prototyp (číslo 151) vyznačující se celodřevěným dýhovým trupem a rozměrnou příďovou věží Vickers. První let se uskutečnil 8. února 1938 na základně Divulje poblíž Splitu. Sérii letových zkoušek posléze vyhodnotila zvláštní komise. Ukázalo se, že věž natolik zvětšovala aerodynamický odpor letounu, že byl oproti výpočtům o plných 30 km/h pomalejší. Kritizován byl také dřevěný trup a další nedostatky. Proto byl pro prototyp v srpnu 1938 vybaven novým trupem z ocelových trubek a bez věže. Nové zkoušky prokázaly významné zvýšení výkonů (např. rychlost 230 km/h).
Stavba sedmi letounů nulté série (čísla 152 až 157) byla objednána ještě před dokončením zkoušek. Tyto letouny byly dodány v polovině roku 1939, přičemž v té době už byla podepsána objednávka na 12 letounů další série (čísla 158 až 169), vybavených silnějšími motory a stavitelnými vrtulemi. Dodány byly roku 1940. V únoru 1941 byla objednána stavba další série letounů SIM-XIV-H (uvádí se 12 až 18 strojů). K jejich stavbě však již nedošlo.

## Konstrukce

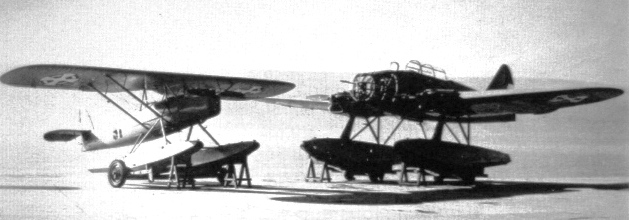
Letouny Rogožarski SIM-XII a SIM-XIV-H

Jednalo se o dvoumotorový dolnoplošník. Posádku tvořily tři osoby – pilot, radista/střelec a v přídi sedící pozorovatel/bombometčík. Samonosná křídla měla dřevěnou konstrukci s dýhovým potahem a konci potaženými impregnovaným plátnem. Ocasní plochy byly dřevěné, ale kormidla byla potažena plátnem. Trup měl kostru z ocelových trubek. Přední část měla bohaté prosklení, prostřední potah z dýhy a zadní z plátna. Pro přistání na hladině sloužily dva hliníkové plováky ECO.
Prototyp a sedm strojů první série poháněly dva osmiválcové vzduchem chlazené motory Argus As 10C o výkonu 240 k (176 kW) s dřevěnými vrtulemi. Letouny druhé série poháněly výkonnější motory Argus As 10E o výkonu 270 k (199 kW) se stavitelnými vrtulemi Argus-Schwarz. Postupně je dostaly i starší letouny.
Výzbroj tvořily dva 7,92mm kulomety FN-Browning, které obsluhoval pozorovatel a střelec. Na závěsnících mohly být neseny jedna 100kg a dvě 50kg protiponorkové pumy.

## Služba
Po šesti letounech dostaly 1. a 5. vodní letka, dále po dvou strojích 11. vodní letka v Kumboru a 15. vodní letka ve Vidice u Šibeniku. Bojové letky cvičily hlídkové lety, doprovod konvojů, bombardování, nebo vyhledávání ponorek. Prototyp vybavený dvojitým řízením dostala školní letka v Divulje. Letouny měly uspokojivé letové vlastnosti a dobrou ovladatelnost. Do 31. ledna 1941 provedly 3300 letů. Za tu dobu byly ztraceny tři letouny (stroj č. 163 dne 30. prosince 1940 havaroval u Dubrovniku, stroj č. 160 dne 22. února 1941 havaroval na ostrově Brač).
V den zahájení invaze vojska Osy do Jugoslávie dne 6. dubna 1941 jeho ozbrojené síly disponovaly 16 stroji SIM-XIV-H. Do bojových akcí se zapojilo pouze pět letounů 1. letky a dva letouny 11. letky. Provedeno bylo pouze 11 bojových letů. První den války tři stroje kryly konvoj a jeden kryl minonosku Jastreb při kladení minové uzávěry. Pět strojů 5. letky bylo 8. dubna 1941 objeveno italským letectvem, přičemž tři byly zničeny. Po kapitulaci Jugoslávie 15. dubna 1941 se několik posádek rozhodlo pro přelet na Spojenci ovládané území. S tímto cílem druhý den odstartovaly čtyři stroje SIM-XIV-H (čísla 153, 155, 157 a 169), přičemž úlet se podařil jedinému. Stroj 153 se zřítil při startu z Boky Kotorské, přičemž jeden člen posádky zahynul. Ve stejnou dobu odlétající letoun 157 se vrátil, aby pomohl posádce zničeného letounu. Druhému pokusu následující den zabránilo špatné počasí. Stroj 155 startoval z Krtole. Během letu jej poškodila palba nepřátelského konvoje a po přistání na moři u ostrova Paxos jej posádka zničila. Přestože se jí podařilo dostat na Krétu, byla zajata Němci. Stroj 157 dokázal z Krtole doletět do spojeneckého Patrasu a později operoval ze základny jugoslávských hydroplánů poblíž Alexandrie. Roku 1942 jej zničila písečná bouře.
Zbývajících osm letounů SIM-XIV-H v dobrém stavu ukořistili Italové na základnách v Boce a v Divulji. Posádky je předtím nezničily, neboť je chtěly uchránit pro nedávno vzniklý chorvatský stát. Italové letouny zařadili k námořnímu letectvu a v následujících letech je používali k výcviku a doprovodu konvojů. Nejvýznamnější úpravou byla instalace fotokamery do přídě. Ve službě byl ztracen pouze letoun číslo 151, který 16. října 1941 havaroval. Po italské kapitulaci v září 1943 italské SIM-XIV-H ukořistili Němci, čímž jejich služba skončila.

## Specifikace (SIM-XIV-H)

### Technické údaje
- Posádka: 3
- Rozpětí: 15,2 m
- Délka: 11,2 m
- Výška: 4,48 m
- Nosná plocha: 37,56 m²
- Hmotnost prázdného letounu: 2235 kg
- Vzletová hmotnost: 3355 kg
- Pohonná jednotka: 2× Argus As 10C
- Výkon pohonné jednotky: 240 k (176 kW)

### Výkony
- Cestovní rychlost: 180 km/h
- Maximální rychlost: 242 km/h (u hladiny moře), 228 km/h (ve výšce 2000 m)
- Dostup: 4330 m
- Dolet:  840 km